# Kabala
|  | No s'ha de confondre amb Kavala. |

Qabala, Kabala o Gabala (en àzeri: Qəbələ) és la ciutat més antiga de l'Azerbaidjan i la capital del raion de Kabala.
El municipi es compon de la ciutat de Qəbələ i el poble de Küsnət. Abans del 1991 la ciutat s'anomenava Kutkashen, però després de la independència de l'Azerbaidjan, la ciutat va ser reanomenada en honor de la ciutat antiga de Gabala, l'antiga capital medieval de l'Azerbaidjan, centre d'un estat a l'Albània del Caucas, el jaciment arqueològic que és a uns 20 km al sud-oest.